# دو لیتر در دو لیتر صلح
دو لیتر در دو لیتر صلح نمایشی است به نویسندگی و کارگردانی حمیدرضا آذرنگ. این نمایش برنده جایزه بهترین نمایشنامه و آهنگسازی و کاندید بهترین کارگردانی در بخش بین‌الملل سی‌امین جشنواره بین‌المللی تئاتر فجر شد.
بازیگران نمایش عبارتند از: فرزین صابونی، سهیلا صالحی، رامین سیار دشتی، الهام کردا. علاوه بر بازیگران، بهرام شاه محمدلو و راضیه برومند گویندگی متن‌ها را برعهده دارند. آهنگ‌ساز این نمایش مسعود سخاوت دوست است.
حمیدرضا آذرنگ، کارگردان این نمایش در یادداشتی می‌نویسد: «دو لیتر در دو لیتر صلح ادامه‌ای است بر نمایشنامه دو متر در دو متر جنگ که به شرایط پس از جنگ که در اکثر موارد صلح نام می‌گیرد، می‌پردازد. درقالب فانتزی موحشی که تمام تلاشم آن بود تا هرچه که می‌توانم از تلخی‌اش بکاهم تا شاید آینه‌ای که در مقابل چشمان شماست دردهایتان را یادآور نباشد. آنچه می‌دانم در نهایت آنکه هرچه می‌دوم کمتر می‌رسم…»